# مراد العمدوني
مراد العمدوني قومي ناصري ولد في مدينة صفاقس في 8 أفريل 1969  سياسي وشاعر  تونسي عضو في المجلس التأسيسي عن التيار الشعبي.

شارك في الحركة التلمذية ضمن صفوف الناصريين وكان من بين مؤسسي الشباب العربي الناصري في الجامعة.

## نشاطه المهني والجمعياتي والسياسي
- زاول مراد العمدوني دراسته الثانوية بالمدرسة الإعدادية بحي الحبيب ثم المعهد الثانوي الهادي شاكر في مدينة صفاقس.
- التحق بكلية الآداب بالقيروان وتحصل على الأستاذية في الفلسفة.
- أستاذ فلسفة أول التحق بالتدريس بمعهد محمد علي العنابي برأس الجبل بنزرت في جانفي 1995 ثم انتقل إلى معهد ابن سينا منزل بورقيبة بنزرت في سبتمبر 1996.
- التحق بالعمل النقابي منذ التحاقه بالتدريس وتحمل مسؤليات نقابية داخل اطار التنسيقية الجهوية للشباب العامل ببنزرت وهو عضو النقابة الأساسية للتعليم الثانوي بمنزل بورقيبة لدورات متتالية إلى حين التحاقه بالمجلس التاسيسي.
- عضو لجنة التحكيم للمهرجان العالمي لفيلم الهواة بقليبية.
- مؤسس عدة نوادي وصالونات أدبية داخل وخارج تونس.
- عضو مؤسس لدار النشر والتوزيع إنانا ورئيسها ومؤسس موقعها.
- مؤسس منتدى إنانا الأدبي ومجلة إنانا الإلكترونية.
- عضو الهيئة المديرة السابق لإتحاد الكتاب التونسيين.
- رئيس تحرير سابق لمجلة المسار.
- عضو حركة الشعر في الشيلي.
- عضو اتحاد الأدباء العرب.
- كتبت عن نصوصه الابداعية العديد من الدراسات النقدية.
- تمت ترجمة أشعاره لعدة لغات = الإنقليزية - الفرنسية - الروسية - الألمانية - الإيطالية - البولونية.
- درّست نصوصه في جامعة بغداد وجامعات جزائرية.
- أنجزت حول تجربته الشعرية العديد من الاطروحات الجامعية.
- غادر حركة الشعب واستقال منها رفقة محمد براهمي وعدد من القيادات وأسسوا التيار الشعبي تونس بتاريخ 07 جويلية 2013.

## المشاركة في المجلس التأسيسي
تم انتخابه في انتخابات المجلس التأسيسي في 23.11.2012 رفقة محمد براهمي كممثلين عن التيار الشعبي تونس.

عضو اللجنة التأسيسية للحقوق والحريات واللجنة التشريعية لشؤون التربية داخل المجلس التأسيسي .

دافع بقوة عن خيارات الجبهة الشعبية الاقتصادية والاجتماعية وفرض التخلي عن العديد الفصول التي تستهدف الحريات العامة والفردية.

صاحب مقترح الفصل 27 الشهير الخاص بتجريم التطبيع.

قام باعتصام داخل مقر رئاسة الحكومة ادى إلى حل مشكل المضربين عن الطعام من قدماء الاتحاد العام لطلبة تونس.

اعتصم لمدة 6 أيام بالمجلس الوطني التاسيسي ونجح في فرض التسريع في مناقشة قانون مكافحة الإرهاب ومنع غسيل الاموال وعرضه على الجلسة العامة.

## المشاركة في الإنتخابات التشريعية 2014
.
.

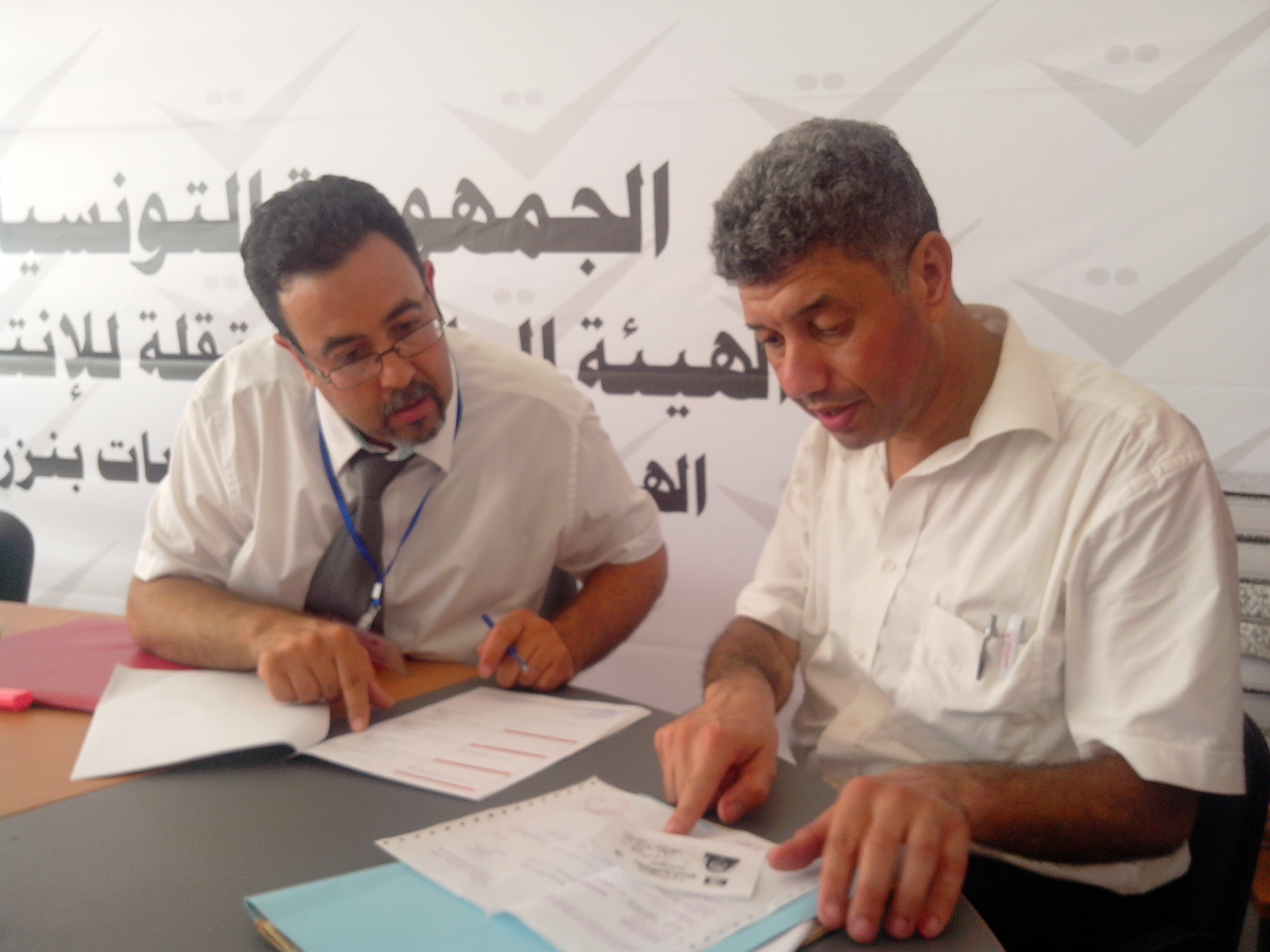
النائب مراد العمدوني يترأس قائمة الجبهة ببنزرت

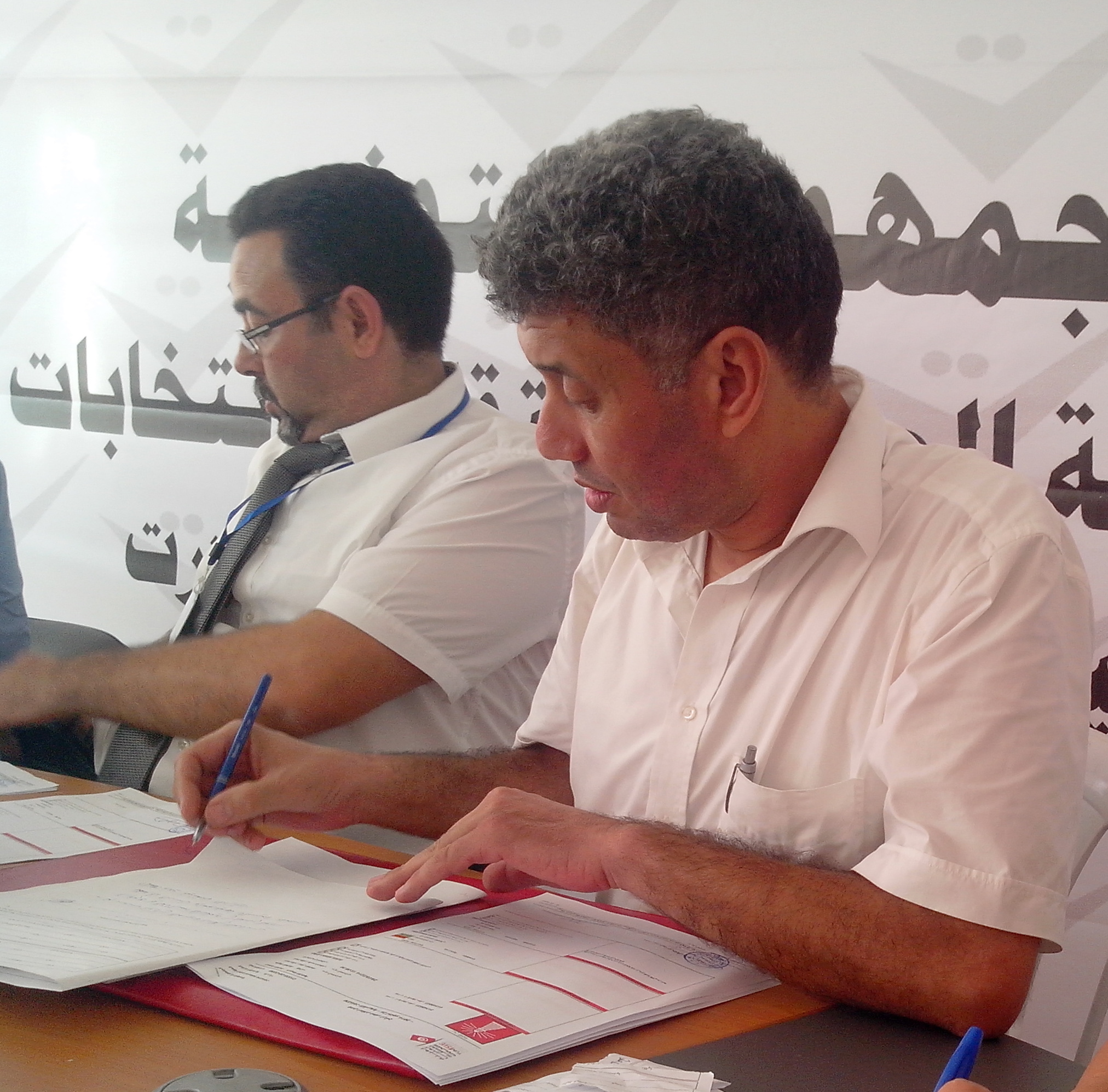
تقديم مراد العمدوني لترشيح قائمة الجبهة ببنزرت

ترأس النائب مراد العمدوني  قائمة الجبهة الشعبية ببنزرت كممثل عن حزب التيار الشعبي.	

قدم مراد العمدوني ترشح قائمته يوم الجمعة 29 08 2014 بمقر الهيئة الفرعية ببنزرت.شعار قائمات الجبهة هو الرسالة.	

قدم التيار الشعبي ترشحاته ضمن قائمات الجبهة الشعبية.

## جوائز
حاز على:
- جناز البحر تحصلت على جائزة مفدي زكريا المغاربية للشعر – الجزائر 1999.
- لقب شاعر 2008 عن تجمع شعراء بلا حدود.
- العديد من الجوائز الوطنية.

## مؤلفاته[6][7]
- أوهام الطين عن الأطلسية للنشر 1998.
- جناز البحر تحصلت على جائزة مفدي زكريا المغاربية للشعر – الجزائر 1999.
- فاكهة الصلصال 2006.
- رعاة الريح 2009.
- مراتيج باب البحر 2009.
- كتاب الانفلاتات (بالاشتراك)2008.
- قطاف ريح مخفية (إصدار الكتروني / بالاشتراك) 2008.
- سيرة قمر يختبئ في قصيدة (كتاب الكتروني) 2008.